# Bad Intentions
Bad Intentions – singel amerykańskiego rapera Dr. Dre. Utwór pochodzi z albumu The Wash. Gościnnie występuje raper Knoc-turn’al. Do singla powstał teledysk.

## Lista utworów
12"
1. „Knoc-turn’alBad Intentions” – 3:02
2. „Next Episode” – 2:42
3. „The Watcher” – 3:28

promo
1. „Bad Intentions” (clean version) – 3:02
2. „Bad Intentions” (album version) – 3:02
3. „Bad Intentions” (instrumental) – 3:01

## Notowania
| Notowania (2001)                              | Najwyższa pozycja |
| --------------------------------------------- | ----------------- |
| UK Singles Chart                              | 4                 |
| U.S. Billboard Bubbling Under Hot 100 Singles | 6                 |
| U.S. Billboard Hot R&B/Hip-Hop Songs          | 33                |